# Erzherzog Karl osztály
Az Erzherzog Karl osztály csatahajóosztály volt, melyet az Osztrák–Magyar Monarchia épített. A három egységből álló osztály tagjai az SMS Erzherzog Karl, az SMS Erzherzog Friedrich, és az SMS Erzherzog Ferdinand Max voltak. Mindegyikük egy-egy főhercegről, a csász. és kir. Haditengerészet (k. u. k. Kriegsmarine) felsőbb parancsnokairól kapta nevét.
Megépítésük idején a három csatahajó a kor színvonalán állt. 1909-ben korszerűsítették a hajók 24 cm-es hajóágyúkkal felszerelt tornyainak szellőzőrendszerét.

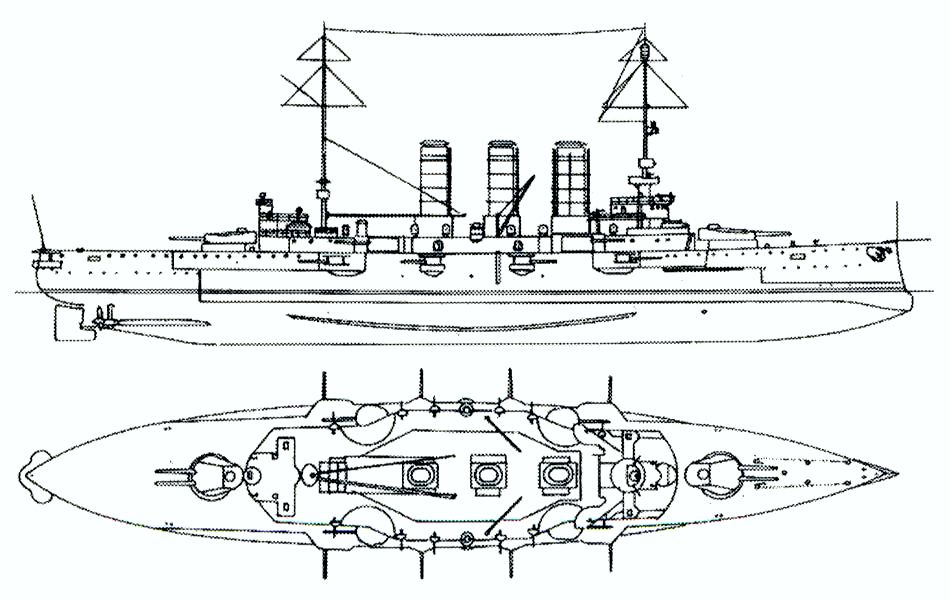
Az Erzherzog-osztályú csatahajók rajza

Az első világháború idején a III. csatahajóosztály tagjai voltak. 1915. május 23-án részt vettek az olasz partok lövetésében. A háborúban leginkább a pólai hadikikötő védelme volt a feladatuk. 1918-ban Cattaróban állomásoztak. A háború után az olasz haditengerészethez kerültek.